# Xã Clinton, Quận Butler, Pennsylvania
Xã Clinton (tiếng Anh: Clinton Township) là một xã thuộc quận Butler, tiểu bang Pennsylvania, Hoa Kỳ. Năm 2010, dân số của xã này là 2.864 người.